# Remo nos Jogos Olímpicos de Verão de 1992
O remo nos Jogos Olímpicos de Verão de 1992 foi realizado em Barcelona, na Espanha, com 14 eventos disputados.

## Eventos do remo
Masculino: Skiff simples | Skiff duplo | Skiff quádruplo | Dois sem | Dois com | Quatro sem | Quatro com | Oito com

Feminino: Skiff simples | Skiff duplo | Skiff quádruplo | Dois sem | Quatro sem | Oito com

## Masculino

### Skiff simples masculino
| Pos. | País                 | Atletas            | Tempo   |
| ---- | -------------------- | ------------------ | ------- |
|      | Alemanha (GER)       | Thomas Lange       | 6m51s40 |
|      | Checoslováquia (TCH) | Václav Chalupa     | 6m52s93 |
|      | Polônia (POL)        | Kajetan Broniewski | 6m56s82 |

### Skiff duplo masculino
| Pos. | País                | Atletas                       | Tempo   |
| ---- | ------------------- | ----------------------------- | ------- |
|      | Austrália (AUS)     | Peter Antonie Stephen Hawkins | 6m17s32 |
|      | Áustria (AUT)       | Arnold Jonke Christoph Zerbst | 6m18s42 |
|      | Países Baixos (NED) | Nico Rienks Henk-Jan Zwolle   | 6m22s82 |

### Skiff quádruplo masculino
| Pos. | País           | Atletas                                                              | Tempo   |
| ---- | -------------- | -------------------------------------------------------------------- | ------- |
|      | Alemanha (GER) | Andreas Hajek Michael Steinbach Stephan Volkert André Willms         | 5m45s17 |
|      | Noruega (NOR)  | Kjetil Undset Per Sætersdal Lars Bjønness Rolf Thorsen               | 5m47s09 |
|      | Itália (ITA)   | Alessandro Corona Gianluca Farina Rossano Galtarossa Filippo Soffici | 5m47s33 |

### Dois sem masculino
| Pos. | País               | Atletas                               | Tempo   |
| ---- | ------------------ | ------------------------------------- | ------- |
|      | Grã-Bretanha (GBR) | Matthew Pinsent Steve Redgrave        | 6m27s72 |
|      | Alemanha (GER)     | Colin Ettingshausen Peter Höltzenbein | 6m32s68 |
|      | Eslovênia (SLO)    | Iztok Čop Denis Žvegelj               | 6m33s43 |

### Dois com masculino
| Pos. | País               | Atletas                                                       | Tempo   |
| ---- | ------------------ | ------------------------------------------------------------- | ------- |
|      | Grã-Bretanha (GBR) | Greg Searle Jonny Searle Garry Herbert (tim.)                 | 6m49s83 |
|      | Itália (ITA)       | Carmine Abbagnale Giuseppe Abbagnale Giuseppe di Capua (tim.) | 6m50s98 |
|      | Romênia (ROM)      | Nicolae Ţaga Dimitrie Popescu Dumitru Răducanu (tim.)         | 6m51s58 |

### Quatro sem masculino
| Pos. | País                 | Atletas                                                         | Tempo   |
| ---- | -------------------- | --------------------------------------------------------------- | ------- |
|      | Austrália (AUS)      | Andrew Cooper Nick Green Mike McKay James Tomkins               | 5m55s04 |
|      | Estados Unidos (USA) | Jeffrey McLaughlin William Burden Thomas Bohrer Patrick Manning | 5m56s68 |
|      | Eslovênia (SLO)      | Milan Janša Sadik Mujkič Sašo Mirjanič Jani Klemenčič           | 5m58s24 |

### Quatro com masculino
| Pos. | País           | Atletas                                                                             | Tempo   |
| ---- | -------------- | ----------------------------------------------------------------------------------- | ------- |
|      | Romênia (ROM)  | Viorel Talapan Iulică Ruican Dimitrie Popescu Nicolae Ţaga Dumitru Răducanu (tim.)  | 5m55s04 |
|      | Alemanha (GER) | Uwe Jörg Kellner Ralf Brudel Toralph Peters Karsten Finger Hendrik Reiher (tim.)    | 5m56s68 |
|      | Polônia (POL)  | Jacek Streich Tomasz Tomiak Maciej Łasicki Wojciech Jankowski Michał Cieślak (tim.) | 5m58s24 |

### Oito com masculino
| Pos. | País           | Atletas | Tempo   |
| ---- | -------------- | --- | ------- |
|      | Canadá (CAN)   | Darren Barber Andrew Crosby Michael Forgeron Robert Marland Derek Porter Michael Rascher Bruce Robertson John Wallace Terence Paul (tim.)      | 5m29s53 |
|      | Romênia (ROM)  | Iulică Ruican Viorel Talapan Vasile Năstase Claudiu Marin Dănuţ Dobre Valentin Robu Vasile Măstăcan Ioan Vizitiu Marin Gheorghe (tim.)         | 5m29s67 |
|      | Alemanha (GER) | Roland Baar Armin Eichholz Detlef Kirchhoff Bahne Rabe Frank Richter Hans Sennewald Thorsten Streppelhoff Ansgar Wessling Manfred Klein (tim.) | 5m31s00 |

## Feminino

### Skiff simples feminino
| Pos. | País          | Atletas           | Tempo   |
| ---- | ------------- | ----------------- | ------- |
|      | Romênia (ROM) | Elisabeta Lipă    | 7m25s54 |
|      | Bélgica (BEL) | Annelies Braedael | 7m26s64 |
|      | Canadá (CAN)  | Silken Laumann    | 7m28s85 |

### Skiff duplo feminino
| Pos. | País           | Atletas                          | Tempo   |
| ---- | -------------- | -------------------------------- | ------- |
|      | Alemanha (GER) | Kerstin Köppen Kathrin Boron     | 6m49s00 |
|      | Romênia (ROM)  | Elisabeta Lipă Veronica Cochelea | 6m51s47 |
|      | China (CHN)    | Gu Xiaoli Lu Huali               | 6m55s16 |

### Skiff quádruplo feminino
| Pos. | País                   | Atletas                                                                      | Tempo   |
| ---- | ---------------------- | ---------------------------------------------------------------------------- | ------- |
|      | Alemanha (GER)         | Sybille Schmidt Birgit Peter Kerstin Müller Kristina Mundt                   | 6m20s18 |
|      | Romênia (ROM)          | Anişoara Dobre Doina Ignat Constanţa Burcică Veronica Cochelea               | 6m24s34 |
|      | Equipa Unificada (EUN) | Antonina Zelikovitch Tatiana Ustyuzhanina Ekaterina Karsten Elena Khloptseva | 6m25s07 |

### Dois sem feminino
| Pos. | País                 | Atletas                                 | Tempo   |
| ---- | -------------------- | --------------------------------------- | ------- |
|      | Canadá (CAN)         | Kathleen Heddle Marnie McBean           | 7m06s22 |
|      | Alemanha (GER)       | Ingebury Schwerzmann Stefani Werremeier | 7m07s96 |
|      | Estados Unidos (USA) | Stephanie Maxwell-Pierson Anna Seaton   | 7m08s11 |

### Quatro sem feminino
| Pos. | País                 | Atletas                                                      | Tempo   |
| ---- | -------------------- | ------------------------------------------------------------ | ------- |
|      | Canadá (CAN)         | Jennifer Barnes Jessica Monroe Brenda Taylor Kay Worthington | 6m30s85 |
|      | Estados Unidos (USA) | Shelagh Donohoe Cynthia Eckert Carol Feeney Amy Fuller       | 6m31s86 |
|      | Alemanha (GER)       | Antje Frank Annette Hohn Gabriele Mehl Brite Siech           | 6m32s34 |

### Oito com feminino
| Pos. | País           | Atletas | Tempo   |
| ---- | -------------- | --- | ------- |
|      | Canadá (CAN)   | Jennifer Barnes Shannon Crawford Megan Delehanty Kathleen Heddle Marnie McBean Jessica Monroe Brenda Taylor Kay Worthington Lesley Thompson (tim.)       | 6m02s62 |
|      | Romênia (ROM)  | Viorica Neculai Adriana Bazon Maria Păduraru Iulia Bobeică Doina Robu Viorica Lepădatu Doina Lilian Balan Ioana Olteanu Elena Georgescu (tim.)           | 6m06s26 |
|      | Alemanha (GER) | Sylvia Dördelmann Kathrin Haacker Christiane Harzendorf Cerstin Petersmann Dana Pyritz Annegret Strauch Ute Schell Judith Zeidler Daniela Neunast (tim.) | 6m07s80 |

## Quadro de medalhas do remo
| Ordem | País                 | Medalha de ouro | Medalha de prata | Medalha de bronze | Total |
| ----- | -------------------- | --------------- | ---------------- | ----------------- | ----- |
| 1     | GER Alemanha         | 4               | 3                | 3                 | 10    |
| 2     | CAN Canadá           | 4               | 0                | 1                 | 5     |
| 3     | ROM Romênia          | 2               | 4                | 1                 | 7     |
| 4     | AUS Austrália        | 2               | 0                | 0                 | 2     |
| 4     | GBR Grã-Bretanha     | 2               | 0                | 0                 | 2     |
| 6     | USA Estados Unidos   | 0               | 2                | 1                 | 3     |
| 7     | ITA Itália           | 0               | 1                | 1                 | 2     |
| 8     | AUT Áustria          | 0               | 1                | 0                 | 1     |
| 8     | BEL Bélgica          | 0               | 1                | 0                 | 1     |
| 8     | TCH Checoslováquia   | 0               | 1                | 0                 | 1     |
| 8     | NOR Noruega          | 0               | 1                | 0                 | 1     |
| 12    | SLO Eslovênia        | 0               | 0                | 2                 | 2     |
| 12    | POL Polônia          | 0               | 0                | 2                 | 2     |
| 14    | CHN China            | 0               | 0                | 1                 | 1     |
| 14    | EUN Equipa Unificada | 0               | 0                | 1                 | 1     |
| 14    | NED Países Baixos    | 0               | 0                | 1                 | 1     |